# Hüttenzeche
Eine Hüttenzeche ist ein (Kohle-)Bergwerk mit angeschlossener Kokerei, Verhüttung von Eisenerz und zum Teil auch Weiterverarbeitung der Eisenprodukte zu Stahl- und Walzstahlprodukten. 
Eine der ersten integrierte Hüttenzechen dieser Art in Deutschland war die Zeche Oberhausen, die zum Gutehoffnungshütte-Konzern gehörte und 1857 die Förderung aufnahm. Ein weiteres Beispiel war die in Duisburg ansässige Gewerkschaft Deutscher Kaiser, die die meiste Zeit ihres Bestehens Bestandteil des Thyssen-Konzerns war.

## Einzelnachweis
1. ↑  Johannes Bähr u. a.: Die MAN. Eine deutsche Unternehmensgeschichte, München 2008, S. 75 ff.